# ايجي أوكودا
ايجي أوكودا (باليابانية: 奥田 瑛二) هو مخرج وممثل ياباني، ولد في 18 مارس 1950 في اليابان.

## وصلات خارجية
- ايجي أوكودا على موقع IMDb (الإنجليزية)
- ايجي أوكودا على موقع ألو سيني (الفرنسية)
- ايجي أوكودا على موقع ميوزك برينز (الإنجليزية)
- ايجي أوكودا على موقع أول موفي (الإنجليزية)
- ايجي أوكودا على موقع ديسكوغز (الإنجليزية)
- ايجي أوكودا على موقع قاعدة بيانات الفيلم (الإنجليزية)
- ايجي أوكودا على موقع كينوبويسك (الروسية)